# Eois auruda
Eois auruda là một loài bướm đêm trong họ Geometridae.